# Circonscription de Tiznit
La circonscription de Tiznit est la circonscription législative marocaine de la province de Tiznit située en région Souss-Massa. Elle est représentée dans la Xe législature par Brahim Bouakhaden et Abdellah Ghazi.

## Historique des députations
| Législature | Début de mandat  | Fin de mandat    | Députés élus | Députés élus            | Députés élus | Députés élus           |
| ----------- | ---------------- | ---------------- | ------------ | ----------------------- | ------------ | ---------------------- |
| IXe         | 26 novembre 2011 | 7 octobre 2016   |              | Lahcen Benouari (USFP)  |              | Abdellah Ouekkak (RNI) |
| Xe          | 8 octobre 2016   | 8 septembre 2021 |              | Brahim Bouakhaden (PJD) |              | Abdellah Ghazi (RNI)   |
| XIe         | 9 septembre 2021 | ?                |              | Hanane Adbaoui (PI)     |              | Abdellah Ghazi (RNI)   |

## Historique des élections

### Découpage électoral d'octobre 2011

#### Élections de 2016
| Parti       | Parti                                         | Voix    | %      | Député(s) élus    |  |
| ----------- | --------------------------------------------- | ------- | ------ | ----------------- |  |
|             | Parti de la justice et du développement (PJD) | 14 159  | 31,81  | Brahim Bouakhaden |  |
|             | Rassemblement national des indépendants (RNI) | 14 027  | 31,51  | Abdellah Ghazi    |  |
|             | Parti authenticité et modernité (PAM)         | 6 548   | 14,71  |                   |  |
|             | Union socialiste des forces populaires (USFP) | 5 842   | 13,13  |                   |  |
|             | Parti de l'Istiqlal (PI)                      | 1 626   | 3,65   |                   |  |
|             | Parti du progrès et du socialisme (PPS)       | 1 130   | 2,54   |                   |  |
|             | Fédération de la gauche démocratique (FGD)    | 474     | 1,06   |                   |  |
|             | Mouvement démocratique et social (MDS)        | 200     | 0,45   |                   |  |
|             | Front des forces démocratiques (FFD)          | 130     | 0,29   |                   |  |
|             | Mouvement populaire (MP)                      | 119     | 0,27   |                   |  |
|             | Parti démocratique de l'indépendance (PDI)    | 79      | 0,18   |                   |  |
|             | Parti des Néo-Démocrates (PND)                | 64      | 0,14   |                   |  |
|             | Parti de l'unité et de la démocratie (PUD)    | 57      | 0,13   |                   |  |
|             | Parti de la gauche verte (PGV)                | 54      | 0,12   |                   |  |
|             |                                               |         |        |                   |  |
| Inscrits    | Inscrits                                      | 104 383 | 100,00 |                   |  |
| Abstentions | Abstentions                                   | 59 874  | 57,36  |                   |  |
| Exprimés    | Exprimés                                      | 44 509  | 42,64  |                   |  |

#### Élections de 2021
| Parti       | Parti                                         | Voix    | %      | Députés élus   |  |
| ----------- | --------------------------------------------- | ------- | ------ | -------------- |  |
|             | Rassemblement national des indépendants (RNI) | 37 605  | 57,35  | Abdellah Ghazi |  |
|             | Parti de l'Istiqlal (PI)                      | 7 661   | 11,68  | Hanane Adbaoui |  |
|             | Parti du progrès et du socialisme (PPS)       | 5 456   | 8,32   |                |  |
|             | Parti de la justice et du développement (PJD) | 4 548   | 6,94   |                |  |
|             | Union socialiste des forces populaires (USFP) | 4 516   | 6,89   |                |  |
|             | Parti authenticité et modernité (PAM)         | 4 340   | 6,62   |                |  |
|             | Mouvement populaire (MP)                      | 331     | 0,50   |                |  |
|             | Alliance de la fédération de gauche (AGD)     | 296     | 0,45   |                |  |
|             | Parti de la renaissance (PAN)                 | 264     | 0,40   |                |  |
|             | Parti socialiste unifié (PSU)                 | 211     | 0,32   |                |  |
|             | Parti vert marocain (PVM)                     | 187     | 0,29   |                |  |
|             | Parti marocain libéral (PML)                  | 139     | 0,21   |                |  |
|             | Parti démocratique de l'indépendance (PDI)    | 21      | 0,03   |                |  |
|             |                                               |         |        |                |  |
| Inscrits    | Inscrits                                      | 115 980 | 100,00 |                |  |
| Abstentions | Abstentions                                   | 50 405  | 43,46  |                |  |
| Exprimés    | Exprimés                                      | 65 575  | 56,54  |                |  |